# Prés salés du Mont-Saint-Michel
Pour les articles homonymes, voir Prés salés et Mont Saint-Michel.
Prés salés du Mont-Saint-Michel est une appellation d'origine préservée par une AOP désignant une carcasse bouchère d'agneau broutard de la baie du Mont-Saint-Michel. Cette viande d'agneau de prés salés est un produit agricole d'élevage ovin français dont la particularité est d'être obtenu par l'exploitation herbagère des prés salés grâce à une conduite pastorale.

## Terroir
La zone de pâturage de prés salés de la baie du Mont-Saint-Michel est constituée de prairies des estrans des bords de Manche, régulièrement recouvertes par la mer, les marais salés. 

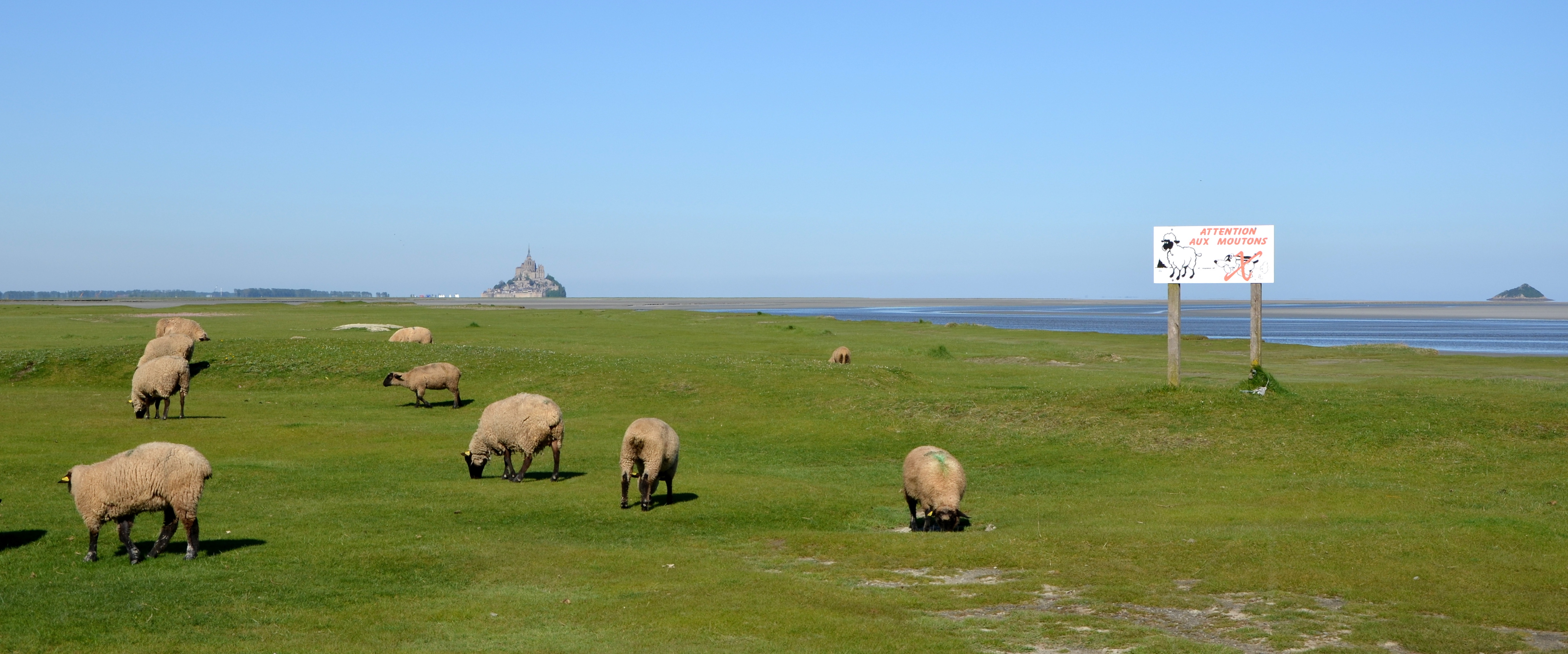
Moutons paissant dans un pré salé, autour du Mont Saint-Michel
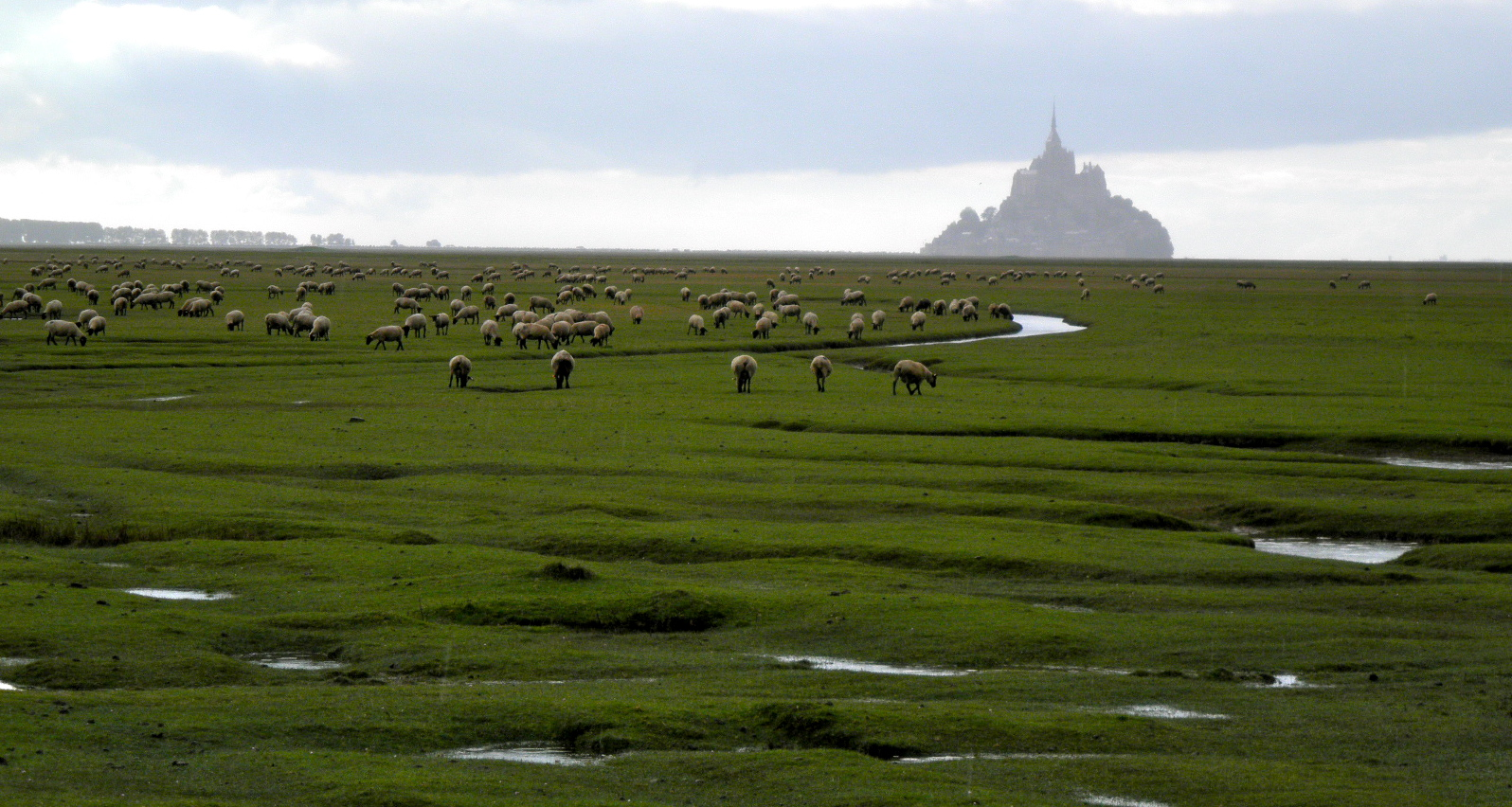
dans la baie du Mont-Saint-Michel

Cet élevage permet de maintenir de vastes étendues de prairies. De plus le substrat de ce type de marais est « les tangues qui sont composées de vases et de sables très fins, riches en calcaire (environ 50 % de carbonate) ». Ces prés salés sont quadrillés par des chenaux, appelés localement « criches », qui génèrent autant d'obstacles au cheminement des ovins. Les ovins doivent pâturer au moins 70 jours sur ces herbus pour bénéficier de l'AOP.

## Bétail
Pâturage spécifique des ovins destinés à alimenter la filière prés salés du Mont-Saint-Michel : conditions climatiques rigoureuses, risque d'enlisement, marche prolongée, végétation halophile.

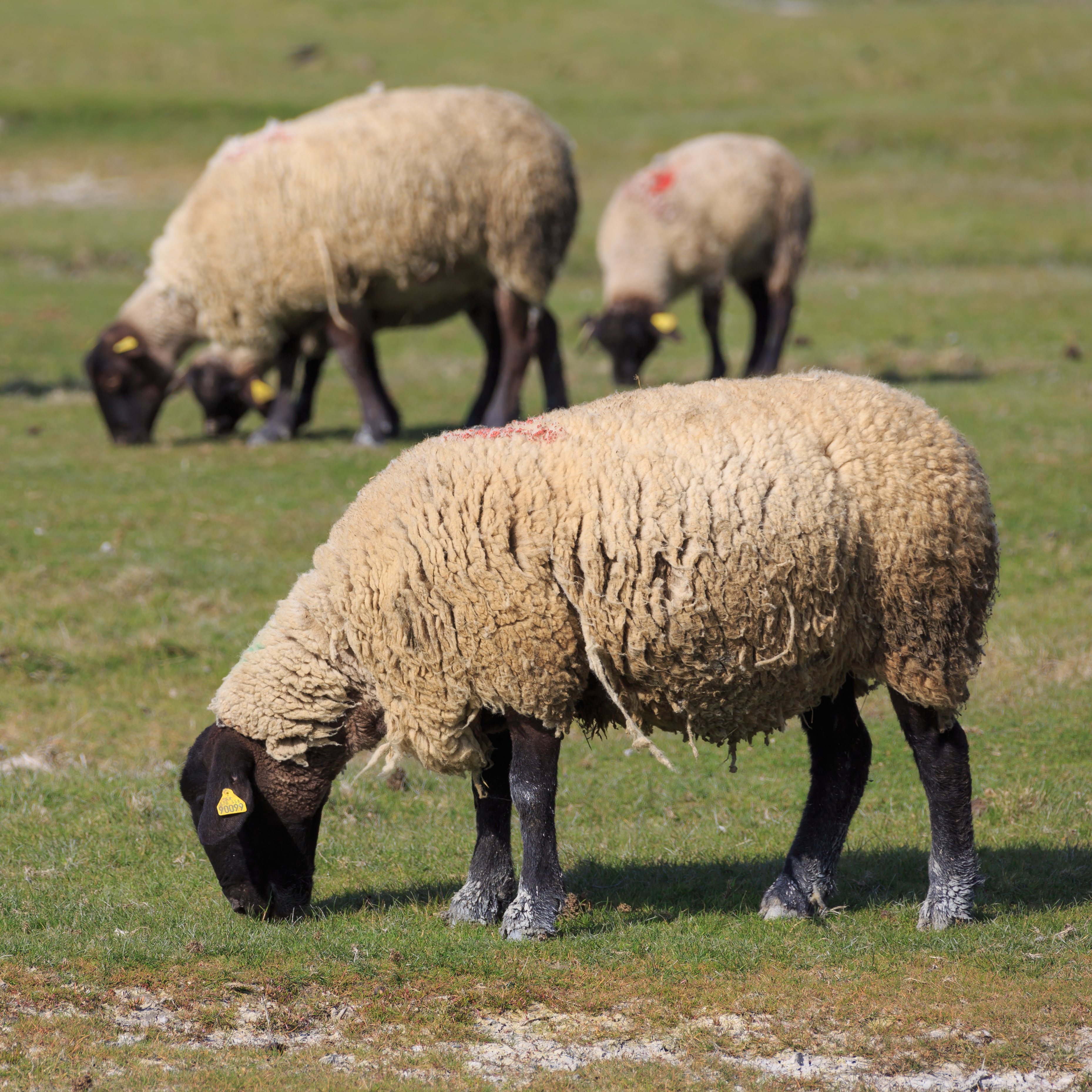
Moutons de race suffolk
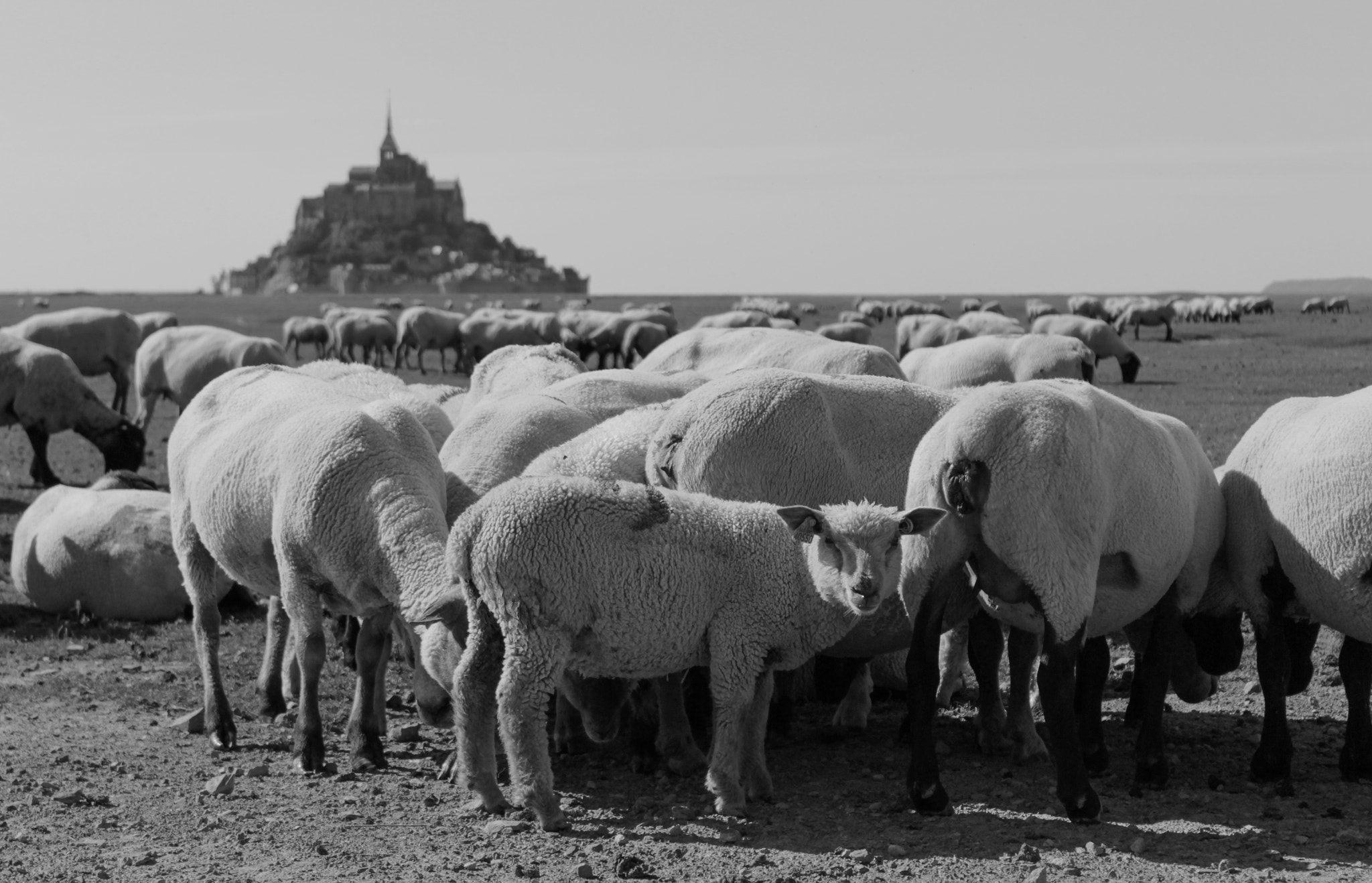
Troupeaux ovins
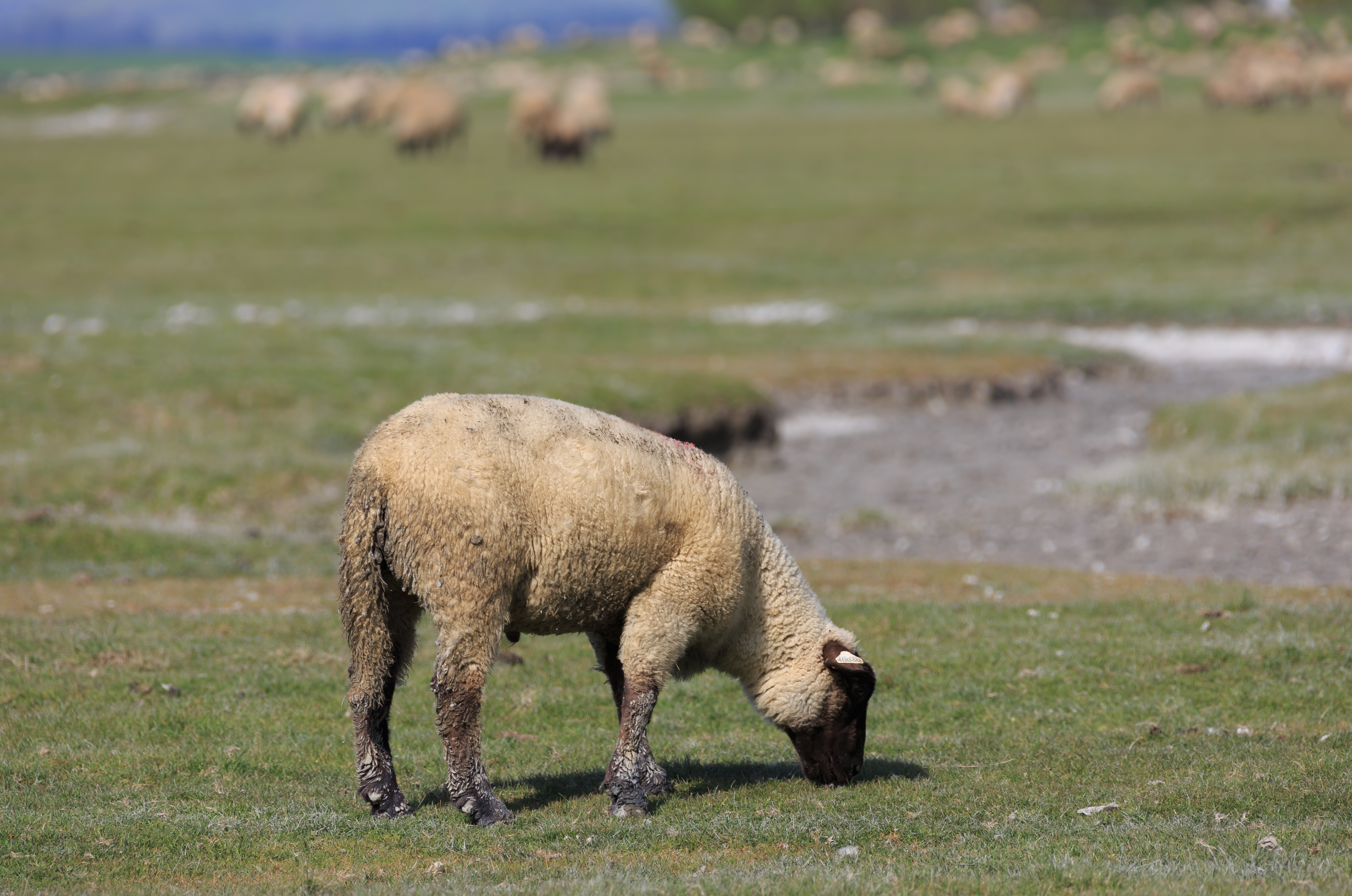
Broutard au Mont-Saint-Michel

Les agneaux sont issus de parents sélectionnés parmi les races suivantes : suffolk, roussin de la Hague, rouge de l'Ouest, vendéen, cotentin, avranchin et charollais.
La sélection des femelles reproductrices est faite sur la base de la prolificité, des qualités maternelles, et de l'aptitude à la marche dans ce milieu.

## Alimentation
La végétation à forte salinité et teneur en iode, adaptée à la salinité du sol, est dite halophyte. Parmi près de 70 espèces halophiles de la baie du Mont-Saint-Michel, la puccinellie (Puccinellia maritima) forme l'essentiel de l'alimentation des ovins. « Les marais salés constituent aussi un territoire à haute valeur naturelle. Ils sont le siège d'une très forte production biologique, formant des habitats protégés par le programme européen Natura 2000 et générant des ressources alimentaires pour de nombreuses populations sauvages ainsi que pour les productions conchylicoles. ».

## Abattage
Les ateliers d'abattage sont chargés du respect de la traçabilité et des durées minimales des différentes opérations. Ces données sont vérifiées par les agents de l'INAO pendant une durée de deux ans. Le cahier des charges précise : « Les déclarations sont exigées aux dates et dans des délais permettant aux services de contrôle d'effectuer un suivi et des vérifications éventuelles. Les formulaires des déclarations sont établis selon un modèle validé par le directeur de l'INAO. ».

## Consommation
La viande d'agneau de prés salés est un des produits culinaires de prédilection des cuisine normande, et cuisine bretonne.

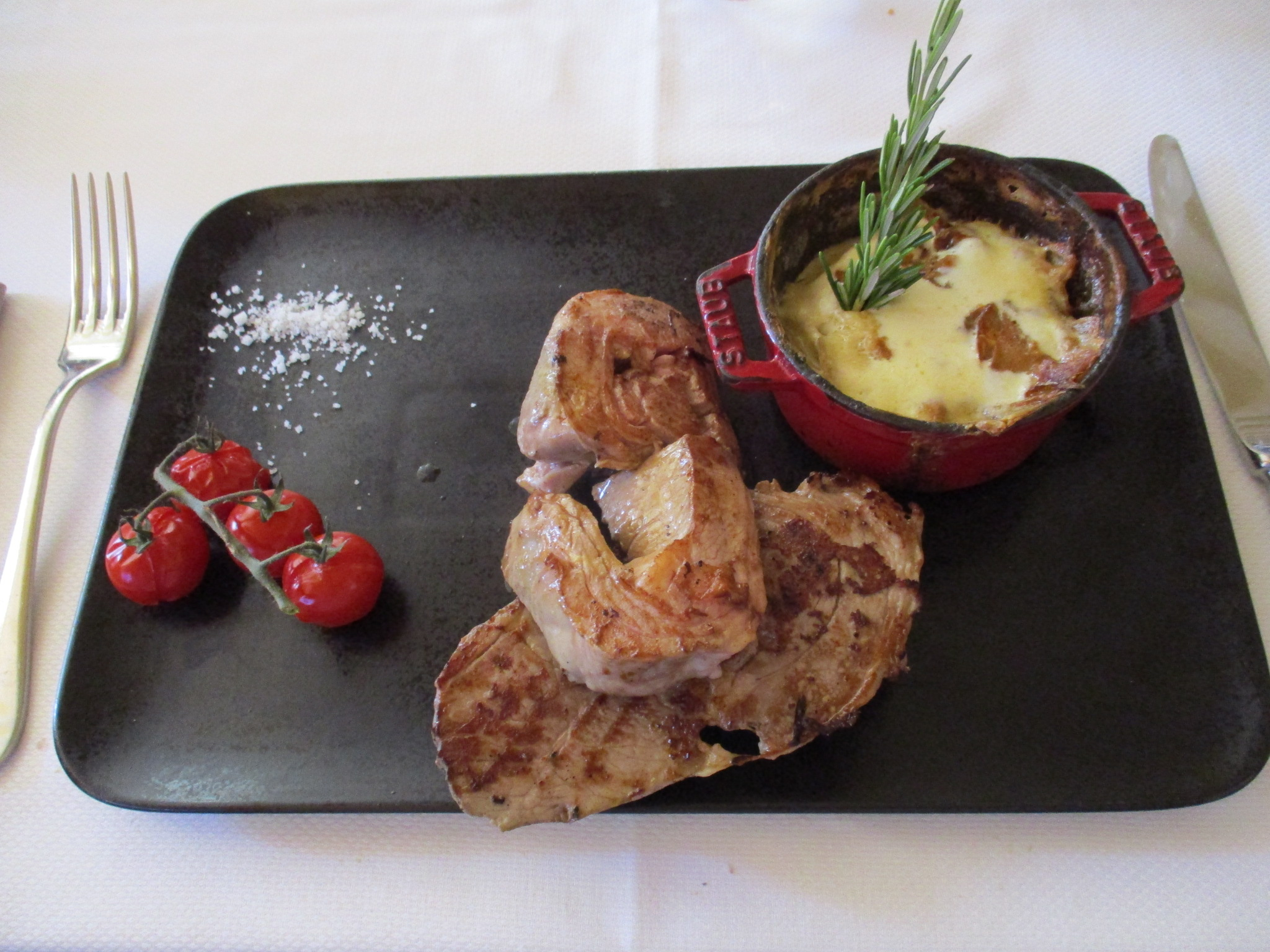
Agneau de prés salés du Mont Saint-Michel
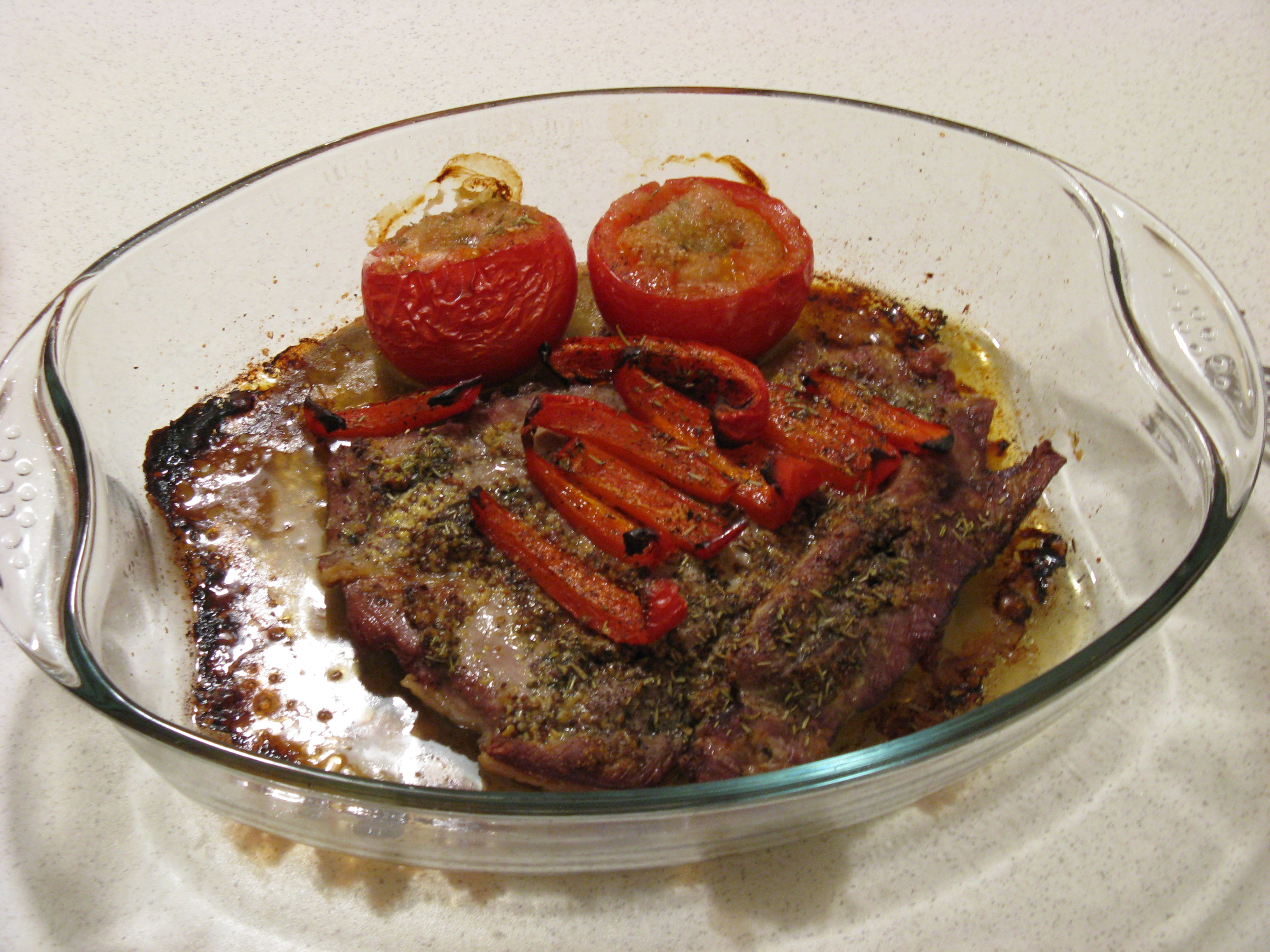
Épigramme d'agneau
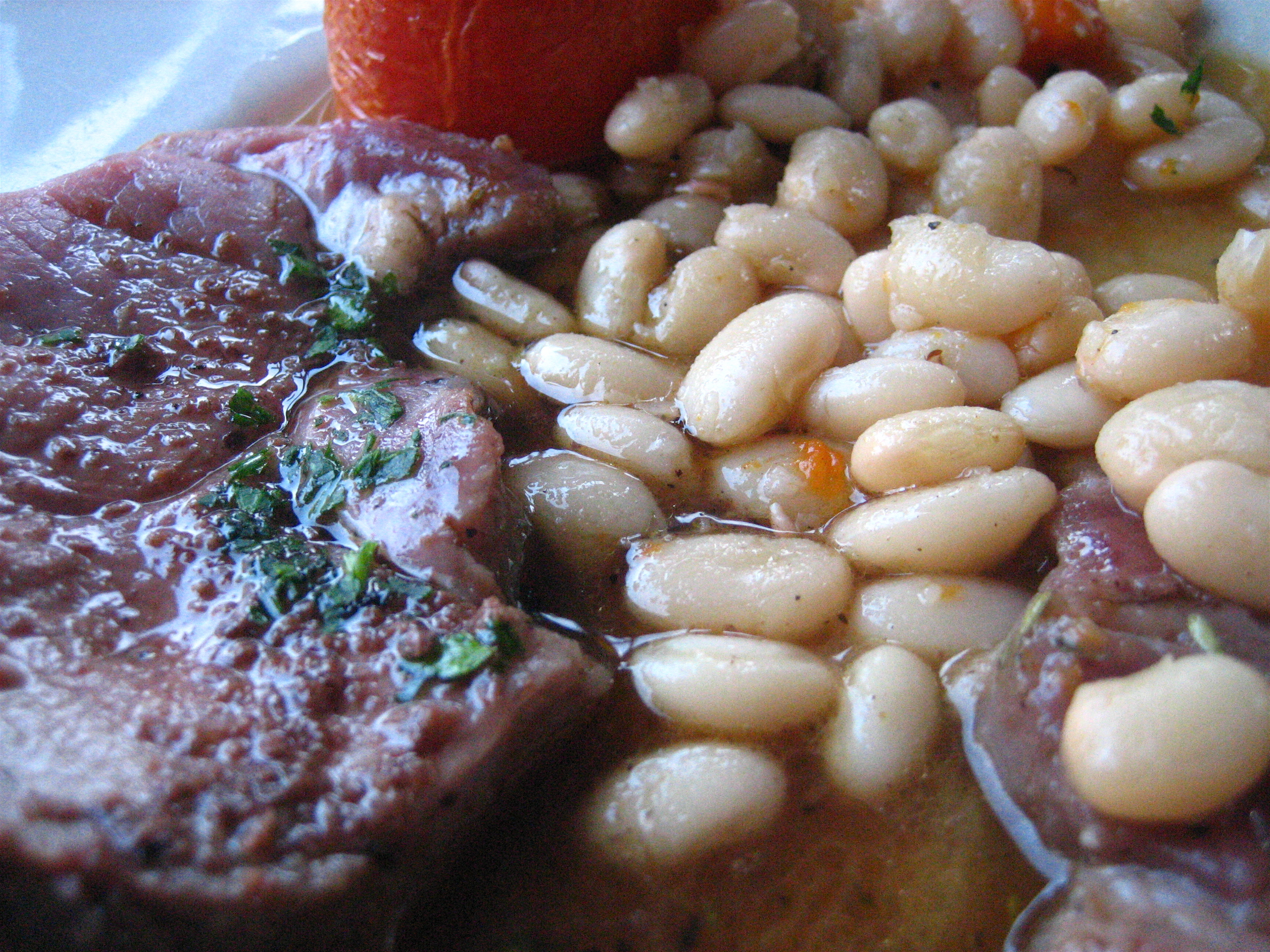
Côte d'agneau et haricots blancs